# Лангер, Бернхард
Бернхард Лангер (нем. Bernhard Langer; 27 августа 1957, Анхаузен под Аугсбургом) — немецкий гольфист. Профессионал с 1972 года.
Двукратный победитель турнира Мастерс (1985, 1993). Был первым лидером мирового рейтинга, учреждённого в 1986 году. Продержался на первой строчке 3 недели, после чего уступил её испанцу Сев Бальестеросу. После Лангера ни одному немцу долго не удавалось возглавить мировой рейтинг, пока 27 февраля 2011 года этого не сделал Мартин Каймер, сместив с первой строчки рейтинга Ли Уэствуда.

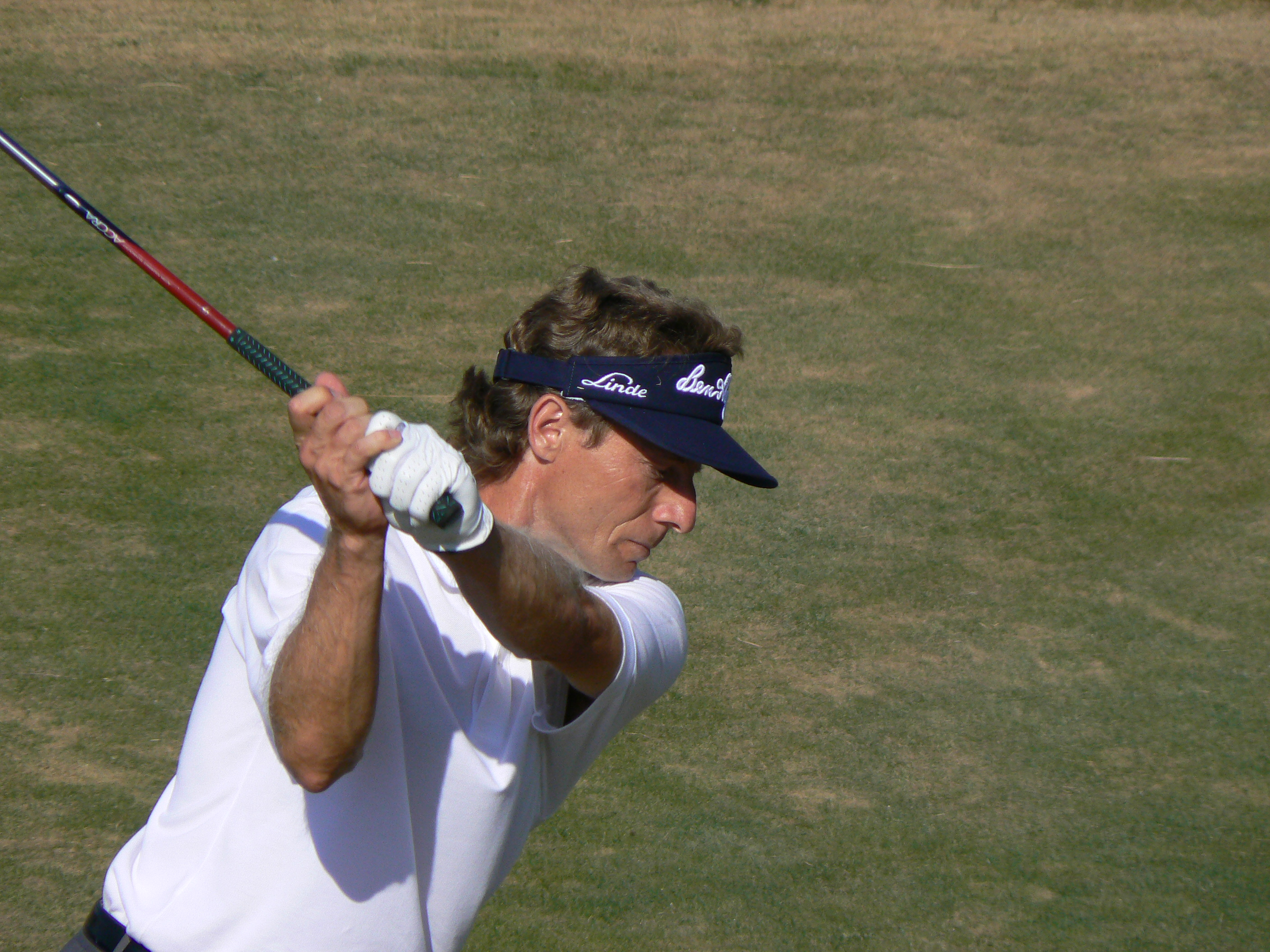
Бернхард Лангер

Кроме двух побед на Мастерсе в активе у Лангера 6 попаданий в тройку на открытом чемпионате Британии (1982, 1984, 1985, 1986, 1993, 2001). Неудачнее всего Лангер выступал на чемпионате PGA — за карьеру он ни разу не попадал даже в десятку лучших. Последний успех на «мейджорах» к Лангеру пришёл в 2005 году на открытом чемпионате Британии, где он разделил пятое место.